# Olivier Cadiot
Olivier Cadiot (Paris, 1956) é um escritor francês.
Director, com Pierre Alferi, da Revue de Littérature Générale. Publicou L’art poétic (1988), Roméo & Juliette (1989), Futur, ancien, fugitif (1993), além da atual obra, em 1997, todas pela editora parisiense P.O.L. É autor de várias peças teatrais, dentre as quais Happy Birthday to You (direção de Georg-Maria Pauen), Sœurs et frères (dir. Ludovic Lagarde), L’anacoluthe (Compagnie des Basors) e Platonov (adaptação, dir. Ludovic Lagarde). Actua ainda como compositor, desenvolvendo projetos em parceria com Pascal Dusapin e Benoît Delbecq. Destacam-se, neste registo, as peças Cheval-mouvement (Kat Onoma, 1994) e 36 prières d’insérer (Théâtre das Amandiers, 1995). No Brasil, publicou O convidado desconhecido, editado pela Estação Liberdade.